# Euro-Asia Air
Euro-Asia Air es una aerolínea con base en Atyrau, Kazajistán. Opera vuelos de pasajeros a Rusia y dentro de las repúblicas asiáticas. Su base de operaciones principal es el Aeropuerto de Atyrau.

## Historia

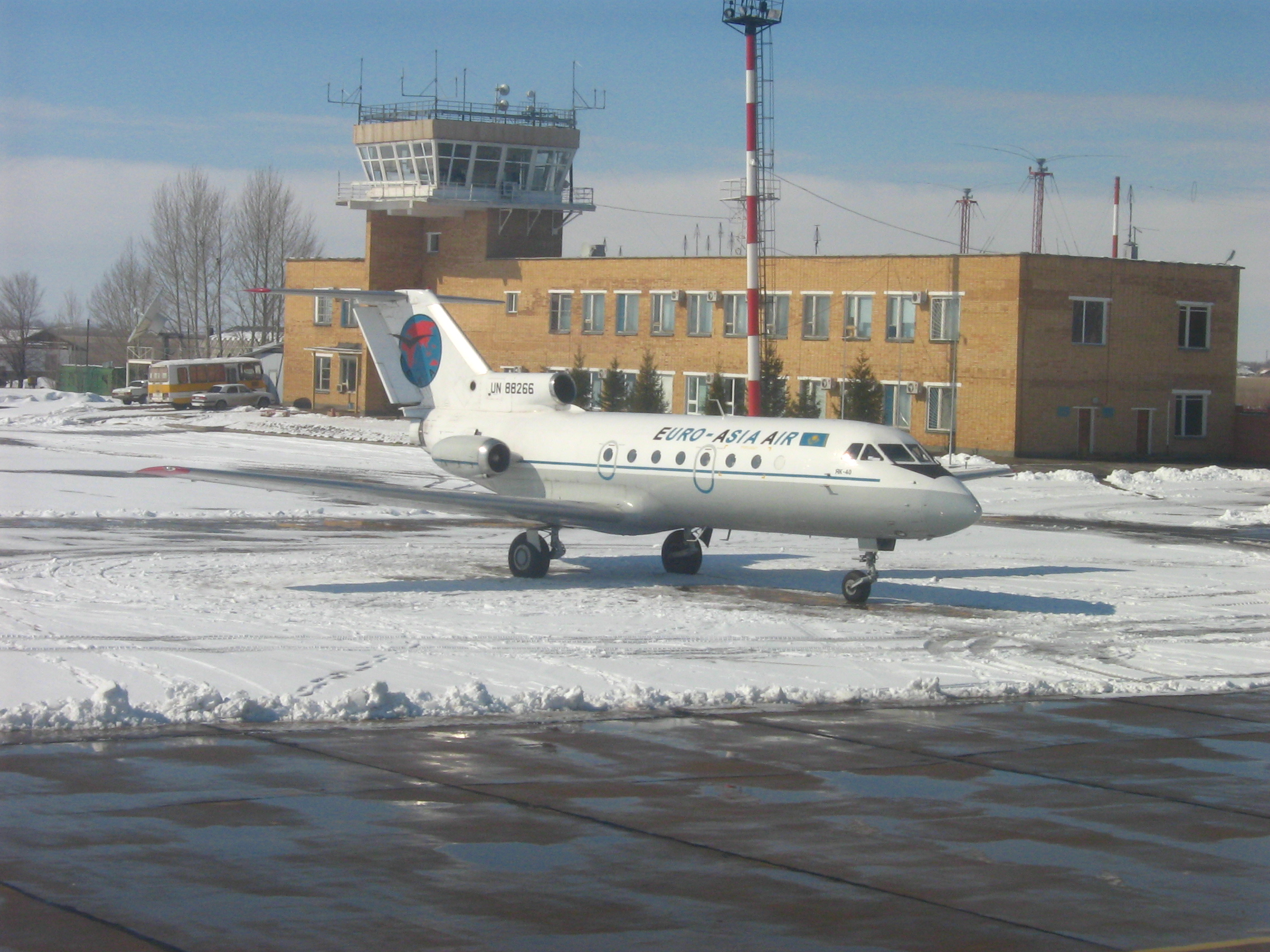
Yak-40 de Euro-Asia Air, Registro UN88266, en el Aeropuerto Oral Ak Zhol.

La aerolínea comenzó a operar en mayo de 1997. En noviembre de 2000, Atyrau Airways y el Aeropuerto de Atyrau se convirtieron en propiedad de Euro-Asia Air, una filial de la compañía petrolífera estatal Kaztransoil. La aerolínea es ahora propiedad de KazMunayGas y tiene 390 empleados (en marzo de 2007).
Actualmente tiene prohibido operar dentro de la Unión Europea.

## Flota
La flota de Euro-Asia Air incluye las siguientes aeronaves (en marzo de 2007):
- 1 Gulfstream GIV-SP
- 1 Ilyushin Il-76TD
- 1 Let L-410 UVP-E
- 2 Tupolev Tu-134A
- 2 Yakovlev Yak-40